# Phường 2, thành phố Tây Ninh
Phường 2 là một phường thuộc thành phố Tây Ninh, tỉnh Tây Ninh, Việt Nam.

## Địa lý
Phường 2 nằm ở phía nam thành phố Tây Ninh, có vị trí địa lý:
- Phía đông và phía bắc giáp Phường 3
- Phía tây và phía nam giáp Phường 1.

Phường 2 có diện tích 1,41 km², dân số năm 2022 là 11.337 người, mật độ dân số đạt 8.040 người/km².

## Hành chính
Phường 2 được chia thành 4 khu phố: 1, 2, 3, 4.

## Lịch sử
Năm 1836, thôn Khương Ninh được chọn làm nơi đặt phủ lỵ.
Năm 1838, thành lập thôn Hiệp Ninh và thôn Thái Bình.
Năm 1872, thành lập thôn Vĩnh Xuân và thôn Ninh Thạnh.
Năm 1891, sáp nhập làng Vĩnh Xuân vào làng Ninh Thạnh.
Năm 1943, sáp nhập 3 phần trung tâm của ba làng: Hiệp Ninh, Thái Bình và Ninh Thạnh vào xã Thái Hiệp Thạnh (tỉnh lỵ).
Ngày 29 tháng 12 năm 2013, Chính phủ ban hành Nghị quyết số 135/NQ-CP về việc thành lập thành phố Tây Ninh thuộc tỉnh Tây Ninh. Phường 2 trực thuộc thành phố Tây Ninh.